# مسجد البدري
مسجد البدرى (1106هجرية / 1597م) ، هو أحد المساجد التي انشئت في عصر الدولة العثمانية في مصر ، يقع بمدينة دمياط محافظة دمياط.

## وصفه
يقع المسجد في وسط المدينة وتعلوه منارة شاهقة الارتفاع مكونة من ثلاث دورات مناسبة الأبعاد .

## روابط خارجية
- آثار القاهرة الإسلامية نسخة محفوظة 31 مايو 2014 على موقع واي باك مشين.